# Simon Kirwan Donaldson
Simon Kirwan Donaldson, angleški matematik, * 20. avgust 1957, Cambridge, Anglija.
Donaldson je trenutno raziskovalni profesor Kraljeve družbe za čisto matematiko in predsednik Inštituta za matematično znanost Imperialnega kolidža v Londonu. Velja za pomembnega raziskovalca na področju diferencialne topologije.
1. 1 2  Record #101382685X // Gemeinsame Normdatei — 2012—2016.
2. ↑  MacTutor History of Mathematics archive — 1994.
3. ↑  https://web.archive.org/web/20160305012502/https://www.ujf-grenoble.fr/universite/presentation/docteurs-honoris-causa/